# Manuel Lacerda de Almeida
Manuel Lacerda de Almeida (Horta, 15 de Março de 1890 — Lisboa, 1 de Janeiro de 1955) foi um intelectual, professor e político, ligado à ala radical do republicanismo português, que, entre outras funções, foi Ministro da Instrução Pública de um dos governos da Primeira República Portuguesa. Formado em Matemática dedicou-se à astronomia.

## Biografia
Nasceu na cidade da Horta, ilha do Faial, cidade onde iniciou os estudos secundários, que terminou no Liceu Nacional de Ponta Delgada por ao tempo o Liceu da Horta ministrar apenas o ciclo inicial de estudos. Concluído o ensino secundário matriculou-se no curso de Matemática da Universidade de Coimbra que concluiu em 1912.
Durante a sua permanência em Coimbra aderiu aos ideais do republicanismo mais radical, sendo posteriormente membro destacado do Partido Radical. Durante o período em que prestou serviço militar como oficial miliciano do Exército Português envolveu-se em diversas tentativas de sublevação militar, ficando conhecido pelas suas ideias republicanas radicais.
Ingressou na função pública como observador astronómico, trabalhando no serviço que determinava a hora legal, inicialmente no Observatório Astronómico da Ajuda, em Lisboa, e depois no Observatório Astronómico de Lourenço Marques, em Moçambique, de que foi diretor. Regressado a Lisboa, passou a exercer funções no Observatório Astronómico da Ajuda, onde trabalhou até falecer, acumulando com o exercício da docência no ensino particular.
Ligado aos movimentos intelectuais mais avançados do seu tempo, foi uma das figuras mais influentes da esquerda radical do movimento republicano, advogando a via revolucionária como solução para os problemas nacionais. Nesse contexto participou activamente em algumas revoltas militares contra os governos do regime republicano, com destaque para a tentativa de revolta de 1 de Fevereiro de 1926, a revolta de Almada, de que em conjunto com João Lopes Martins foi um dos dirigentes, organizando a sublevação do Regimento de Artilharia de Vendas Novas. Em consequência dessa participação foi deportado para a ilha de São Miguel, nos Açores.
Como membro do Partido Radical, e em consequência da sua ligação aos movimentos intelectuais da época, foi nomeado Ministro da Instrução Pública no XXXII Governo da I República, presidido por Manuel Maria Coelho, em funções de 19 de outubro de 1921 a 5 de novembro do mesmo ano.